# مرک اند کو.
مرک اند کو. (به انگلیسی: Merck & Co.‎) یک شرکت داروسازی چندملیتی آمریکایی است، که در زمینه تولید، اختراع و توسعهٔ فناوری انواع داروها فعالیت می‌کند. این شرکت در خارج از آمریکای شمالی با نام Merck Sharp & Dohme (MSD) فعالیت می‌نماید.
این شرکت در سال ۱۸۹۱ به‌عنوان یکی از شرکت‌های فرعی شرکت آلمانی مرک و در واقع به‌عنوان شعبه مرک در ایالات متحده تأسیس شد. مرک اند کو، در طول جنگ جهانی اول، توسط دولت ایالات متحده، مصادره و پس از آن به‌عنوان یک شرکت مستقل آمریکایی راه‌اندازی شد.
این شرکت، اکنون یکی از هفت شرکت بزرگ دارویی جهان، بر پایه ارزش‌بازار و میزان درآمد، شناخته می‌شود.

## محصولات

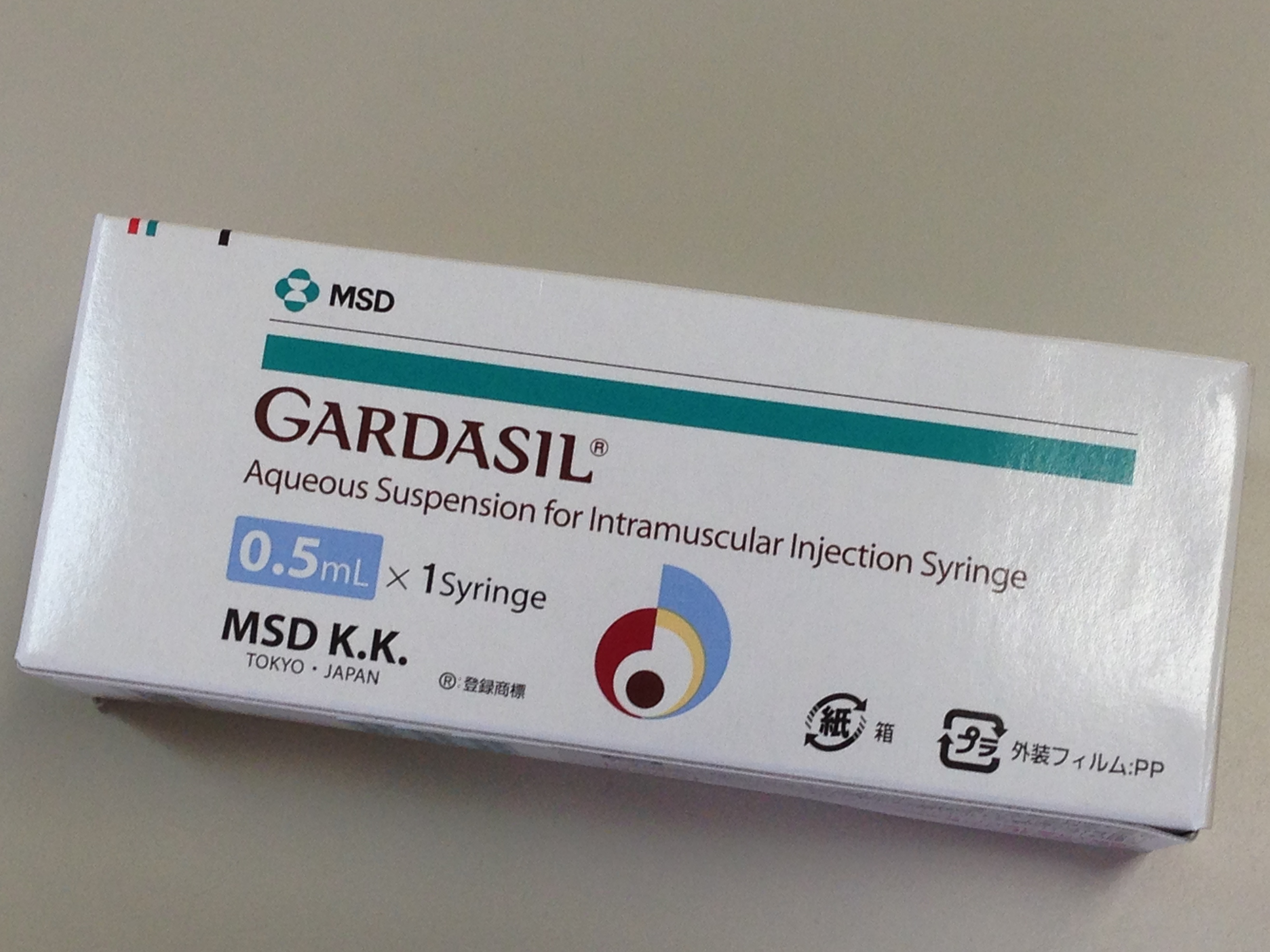
واکسن گارداسیل، سفارش ژاپن با نام تجاری شرکت MSD

این شرکت در زمینه تولید و توسعه دارو، واکسن، بایو تراپی و محصولات مرتبط با بهداشت حیوانات فعال است. در سال ۲۰۲۰ این شرکت دارای ۶ محصول دارویی بسیار پرفروش (بلاک باستر دراگ) بوده که عایدی هر کدام از این اقلام بالای ۱ میلیارد دلار برآورد شده‌است. این اقلام شامل: پمبرولیزومب با نام تجاری کیترودا با بازده ۱۴٫۳ میلیارد دلار، سیتاگلیپتین با نام تجاری جانُویا با بازده ۵٫۳ میلیارد دلار، گارداسیل واکسن HPV با بازده ۳٫۹ میلیارد دلار، واریواکس یا واکسن آبله مرغان با بازده ۱٫۹ میلیارد دلاری، سوگامادکس با نام تجاری بریدیون با بازده ۱٫۲ میلیارد دلار و واکسن نئوموکوکال ساخارید با نام تجاری نئوموواکس ۲۳ با بازده ۱٫۱ میلیارد دلار بوده‌اند.

## مشارکت‌های عمومی - خصوصی
همایش‌ها:
شرکت مرک حامی مالی همایش مجازی ISPOR در سال ۲۰۲۰ بوده‌است.